# Anacantha
- Commons
- Wikispecies

Anacantha (Iljin) Sojak é um género botânico pertencente à família Asteraceae.

## Espécies
Apresenta três espécies:
- Anacantha darwasica
- Anacantha jucunda
- Anacantha mira